# 拉罕
29°14′N 30°58′E / 29.233°N 30.967°E
拉罕（英語：El-Lahun） 古埃及城市 ，位于法尤姆省法尤姆城优素福运河附近。此遗址为中王国时期（约公元前1938—约公元前1600）第十二王朝第四任国王辛努塞尔特二世（约公元前1844—约公元前1837年）建的金字塔与村落。其金字塔南面为墓室入口，与先前墓口位于金字塔北部殊异。国王墓已于古代被盗，但王后墓遗物丰富。经过发掘出土文物为同期精品。村落存在至第二中间期（约公元前1630—公元前1540年），考古收获颇丰，文物涵盖广泛，清晰反映中王国时期各种不同社会阶层的日常生活。